# Фадеев, Василий Григорьевич
Васи́лий Григо́рьевич Фаде́ев (23 августа 1921, Ново-Сергеевка Томской губернии — 29 апреля 1945, Кодерсдорф, территория Германии) — герой-участник Великой Отечественной войны, полный кавалер ордена Славы.

## Биография
Родился в русской крестьянской семье в селе Ново-Сергеевка (ныне Новосергеевка) в районе левобережья Средней Оби (Томская губерния). Здесь окончил начальную школу и с ранней юности стал работать в местном колхозе. Одно время работал газосварщиком в «Водстрое» в городе Томске.
17 июня 1943 года Томским горвоенкоматом призван в Красную Армию. Прошёл обучение на 6-месячных курсах младших командиров (сержантов) в учебном батальоне (отделение станкового пулемёта «Максим») при 104-м запасном стрелковом полку.
В действующей армии на фронте — с октября 1944 года, прибыл в звании сержанта и принял должность командира отделения 1-го стрелкового взвода 7-й стрелковой роты в 548-м стрелковом полку 116-й стрелковой дивизии 52-й армии в составе 1-го Украинского фронта. Участвовал в освобождении Украинской ССР и Польши, штурме Германии. Проявил себя как мужественный воин в ходе Сандомирско-Силезской операции Красной Армии (с освобождением города Кракова — часть стратегической Висло-Одерской операции, январь 1945); в ходе Нижне-Силезской наступательной операции — продвижение советских войск по Польше в направлении Берлина, февраль 1945; в Берлинской стратегической наступательной операции — начало штурма Берлина, с 16 апреля.
Совершил геройский подвиг в ходе Баутцен-Вайсенбергского сражения близ Берлина, 21—29 апреля 1945 года. За личное мужество и проявленный героизм был трижды отмечен орденом солдатской Славы.
27 апреля 1945 года совершил воинский подвиг и при этом был ранен в бою; 29 апреля 1945 года скончался от ран в военно-полевом госпитале под городком Кодерсдорф (Германия). Похоронен на воинском кладбище советских солдат в городке Кодерсдорф (близ Дрездена).

## Подвиги
В феврале 1945 года участвовал в боях по освобождению Польши в районе города Бунцлау (ныне Болеславец). Сержант Василий Фадеев с бойцами преодолел реку Бубр юго-западнее Бунцлау и подразделение закрепилось на позиции. Завязалась ожесточённая схватка, в ходе которой лично истребил 10 вражеских солдат.
В марте 1945 в бою метким снайперским огнём поразил более 15 солдат и офицеров противника.
27 апреля 1945 года в боях за городок Кодерсдорф (Германия) взвод потерял командира и сержант В. Фадеев принял на себя командование. Он поднял пехотинцев в атаку и в бою лично уничтожил свыше десяти гитлеровцев. Был ранен в этом бою, но поля боя не покинул. Ранение оказалось смертельным…

## Награды
- орден Славы III-й степени, дата награждения 23 февраля 1945 года
- орден Славы II-й степени, дата награждения 31 марта 1945 года
- орден Славы I-й степени (полный кавалер Ордена), дата награждения 27 июня 1945 года (посмертно)
- медаль «За отвагу» (13.10.1943)[2]

## Память
- Имя Василия Григорьевича Фадеева представлено на Памятной стеле томичей — Героев Советского Союза и Полных Кавалеров ордена Славы в Мемориальном комплексе Лагерного сада.